# Monte Pennino
Il Monte Pennino è una montagna dell'Appennino umbro-marchigiano.

## Descrizione
Il monte raggiunge i 1.571 m s.l.m., ed è situato nei comuni di Nocera Umbra, di Serravalle di Chienti e di Fiuminata. Si trova al confine tra le regioni Umbria e Marche, ed in particolare tra la Provincia di Perugia e quella di Macerata. Alle sue pendici nascono i fiumi Topino e Potenza.

## Storia
Il monte Pennino prende il nome da Pen, divinità celtica, assimilata dai romani a Iuppiter Appenninus (Juppiter Poeninus), il Dio Giove Appennino: questo era il Dio dei valichi e delle vette (la radice probabilmente celtica pen significa monte, collina, e generalmente altura).
Sulla sua sommità venne rinvenuta una stipe votiva durante dei lavori topografici immediatamente successivi alla seconda guerra mondiale, stipe composta da innumerevoli bronzetti a lamina e non, a figura umana, assi romani e vasellame ceramico. Quasi tutto il materiale inerente alla stipe votiva è andato disperso; nel Museo di Nocera Umbra sono visibili solo i resti di un sacrificio rituale, resti recuperati negli anni '60 del secolo scorso.
Nel 217 a.C. la leggenda vuole che Annibale, sconfitto il propretore romano Gaio Centenio, salisse sul Monte Pennino per accendere un fuoco sacro in onore di Marte vincitore.  Più probabile che invece la sconfitta di Centenio sia stata inflitta da uno degli ufficiali di Annibale, Maarbale, che sbaragliò circa 4.000 romani di stanza a Plestia ai comandi del propretore.
Alle pendici del Monte Pennino sorse, in epoca Alto Medioevale, il monastero Sancti Angeli de Bagnaria sive de Appennino. Gli scavi eseguiti nel 1995 presso la Grotta di Sant'Angelo hanno riportato alla luce strutture murarie realizzate con blocchetti di calcare, di buona fattura atti a delimitare almeno tre ambienti rettangolari. Dell'antico monastero oggi restano soltanto le grotte in mezzo al bosco e qualche resto murario sparso vicino ad esse.

## Flora e fauna
La biodiversità del Pennino ne fa un habitat eccezionale per la migrazione delle allodole. Durante la notte si possono incontrare tassi, istrici, lepri, i lupi degli Appennini 
La flora presenta soprattutto faggi e la Viola Eugeniae.

## Fata Morgana
Nei mesi estivi, in particolari condizioni atmosferiche, è possibile assistere dalla cima del Monte Pennino ad un esempio di Fata Morgana, ovvero il "Miraggio dei due Soli". Causato da un susseguirsi di strati d'aria calda e fredda e dal fenomeno della rifrazione, questo effetto ottico permette di assistere a una "doppia alba" sul Mare Adriatico: si vede inizialmente un disco rosso innalzarsi sopra il mare, privo di raggi, che non è altro che uno "sdoppiamento" del Sole che si trova più in alto del Sole stesso. In seguito si assiste all'alba vera e propria, ovvero il Sole reale, luminoso, che si specchia sul mare.